# 劉泮
劉泮（1530年—？）。江西泰和縣清水洲人，入江都籍，明朝官員。同進士出身。

## 生平
劉泮於嘉靖三十七年（1558年）參加應天府戊午科鄉試，得中舉人，嘉靖四十一年（1562年），中式壬戌科三甲進士。隆慶元年（1567年）任順天府固安縣知縣。改永平府昌黎縣知縣。升直隸保定府知府。

## 家族
曾祖劉子端；祖父劉仁；父劉文信。母王氏；繼母蕭氏。具庆下。